# Château de Thil
Pour le château situé à Chenôves (Saône-et-Loire), voir Château du Thil.
Le château de Thil se situe dans la commune française de Vic-sous-Thil (Thil fut nommé Thil-en-Auxois), à l'ouest de Dijon, en Bourgogne-Franche-Comté. La présence d'un édifice pérenne est attestée dès 1016 dans le cartulaire de Flavigny et l'occupation du site se poursuit de façon certaine jusqu'au XVIIe siècle. S'il est vrai que le château a été fortement restauré au cours du XXe siècle, ses vestiges rendent encore possible une étude architecturale.
Le château fait l’objet d’un classement au titre des monuments historiques depuis le 12 septembre 1905.

## Situation géographique
Le château de Thil se situe à l’extrémité sud de la butte de Thil, appartenant à la commune de Vic-sous-Thil, dans le département de la Côte-d'Or. Sur cette colline boisée, culminant à 481 m d'altitude, constituée de calcaires du Bajocien, le château domine de près de 200 m la vallée du Serein à l'ouest et celle de l'Armançon à l'est.
Le château fait face à la collégiale de Thil, à l'opposé du château. D'autres structures bâties étaient visibles entre la collégiale et le château. Ces structures, dont il ne reste actuellement aucune trace, pourraient avoir été les habitations des chanoines ou les traces d'un bourg. 

## Historique

### Les origines du château et la première occupation par les seigneurs de Thil
La question des origines du site est traitée de manière presque systématique par les auteurs et érudits ayant écrit sur Thil. Certains auteurs évoquent la présence d'un oppidum ou d'un poste romain,, voire une occupation depuis le Bronze final ou la Tène. Or, face au manque d'éléments tangibles venant accréditer l'hypothèse d'une occupation sur la longue durée du site, les recherches actuelles réfutent ces considérations.
Si l'on s'en tient à la période médiévale, les premières mentions du château de Thil dateraient de 886, date à laquelle le lieu aurait été offert à l'abbaye Saint-Germain d'Auxerre ; mais cette mention est depuis démentie car le terme Tilius désignerait plutôt Theil-sur-Vanne, dans l'Yonne. Le premier personnage connu possédant cette terre est Miles de Thil, fondateur d'un prieuré à Précy-sous-Thil en 1007.
Le château de Thil apparaît plusieurs fois dans les archives concernant le duché de Bourgogne. En 1307, Guillaume de Thil, fils de Ponce de Thil, confesse tenir le château jurable et rendable au duc.
Le XIVe siècle est marqué par plusieurs événements importants. Aux alentours de 1340, Jean de Thil fonde une collégiale à l’extrémité opposé de la butte de Thil. En 1366, le château est assiégé par les écorcheurs qui sévissent dans la région. Si l'épisode a sans doute été fortement romancé, des lettres portées au duc en mai évoquent une occupation temporaire du château. Ce dernier aurait été rendu contre une somme de 3 500 francs.
Après cette période troublée, le conseil ducal dépêche Jacques de Courtiambles pour visiter le château de Thil et estimer les réparations nécessaires.

### Le château de Thil à l'époque moderne et contemporaine
Avec l'extinction de la famille de Thil, le château change de propriétaire. Au début de l'époque moderne, il est néanmoins difficile de retracer clairement la chronologie des propriétaires successifs. Selon certains auteurs, c'est un financier italien proche de la famille des Médicis, dénommé Vincent d'Adjacette, qui en devient l'acquéreur.
En 1591, le château, en ruine, est pris par le comte de Tavannes.
En 1596, le fief de Thil est repris par Jehan de Conighan et Pierre de Conighan, coseigneurs d'Arcenay.
Dans les années 1620-1630, la seigneurie de Thil est acquise par Pierre de Sayve. Le château demeure alors dans les mains de la famille de Sayve jusqu'en 1777, date à laquelle la dernière descendante, Marie-Victorine-Eléone de Sayve lègue Thil à son cousin, appartenant à la famille de Voguë.
En 1640, le château est démantelé par Richelieu. Les seigneurs abandonnent alors cette forteresse pour le château du Brouillard, résidence plus conforme au confort du XVIIe siècle.
La succession des propriétaires peut expliquer l'absence de modifications architecturales du château de Thil durant l'époque moderne. En effet, l'ensemble ne garde aucune trace de construction de rénovation. Pour les archéologues, cette donnée confirmerait que le château de Thil n'était pas un lieu de résidence pour les différentes familles qui l'acquièrent.
Au XXe siècle, les différents propriétaires du château opèrent de nombreux travaux. Si le château est classé monument historique en 1905, plusieurs modifications transforment en profondeur le site. La plus grande opération, réalisée par Roger Guibert, architecte et propriétaire du château, menace même le classement du château en 1980. Parallèlement à cela, plusieurs campagnes de fouilles sont menées sur le site (1968, 1969 et 1978).
Depuis 2008, le propriétaire actuel du château organise chaque année une fête médiévale. Pendant deux jours, le château de Thil accueille animations et exposants sur le thème du Moyen Âge.

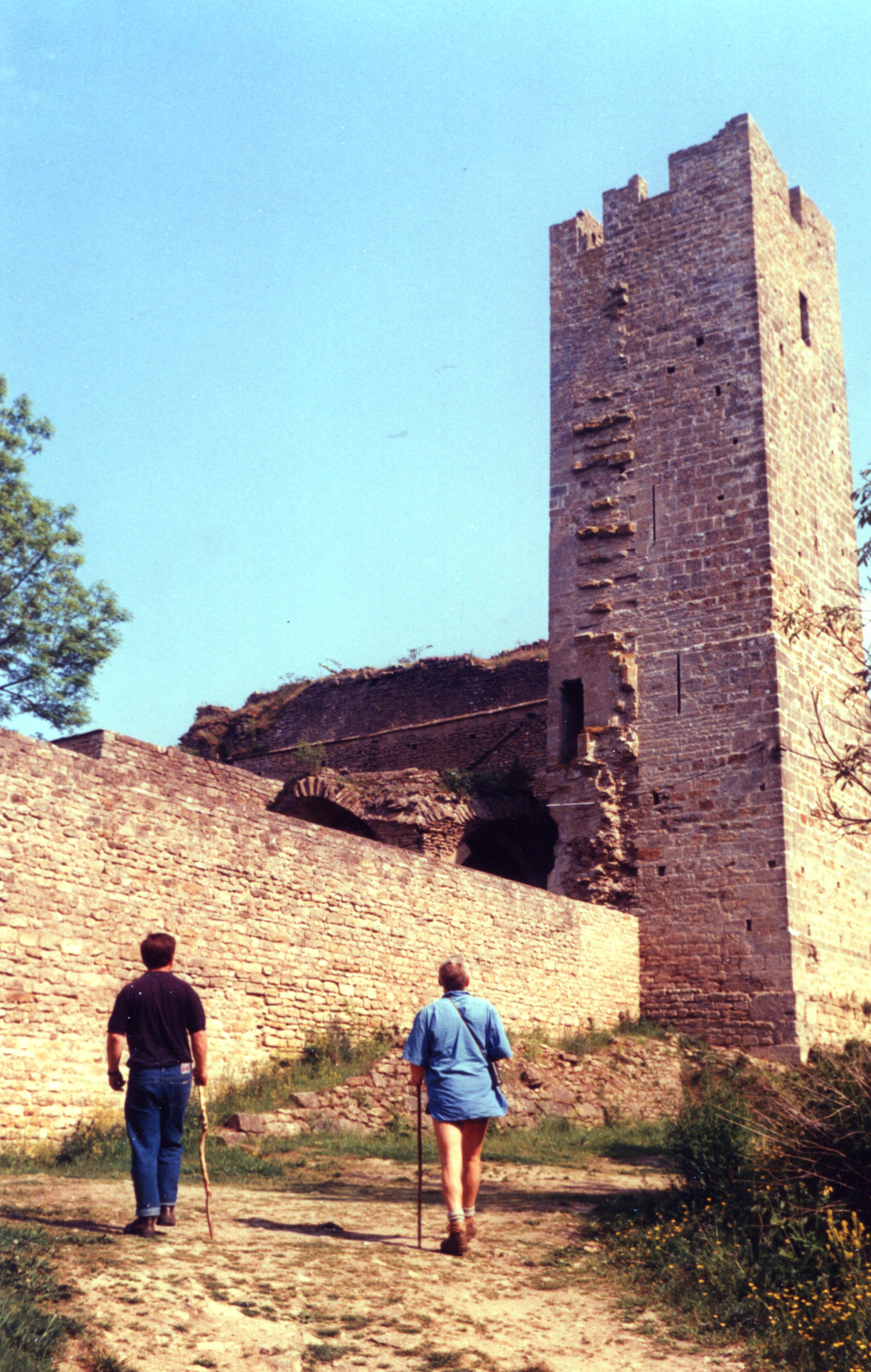
Le château de Thil en 1989.

## Description
Le château mentionné dès le XIe siècle et utilisé et remanié jusqu'au XVIe siècle se dresse sur la butte, dont le sommet s'étire sur environ 400 m en longueur du sud au nord.
Le château de Thil a subi de nombreuses modifications dictées à la fois par sa faible occupation durant l'époque moderne et la succession des propriétaires à l'époque contemporaine ; lesquels se sont efforcés de consolider l'édifice tout en y apportant des transformations importantes. L'étude du bâti permet néanmoins de discerner différentes phases de construction s'échelonnant du XIIIe au XVIe siècle.

### L'enceinte et la basse-cour
L'enceinte du château de Thil est un vaste polygone irrégulier de 125 m du nord au sud et de 70 m d'est en ouest, totalement ceinturée d'un fossé. Dans cet enclos se dressaient logis, chapelle, bâtiments agricoles et jardins permettant une vie autarcique. La partie nord conserve les traces de seize canonnières, système qui se poursuit de manière plus irrégulière à l'est. Ces modifications sont apportées, selon les fouilles les plus récentes, aux XVe et XVIe siècles. Deux tours flanquent cette enceinte au nord et à l'est. Si l'on s'en tient aux traces archéologiques laissées entre la tour de guet et le tronçon ouest de l'enceinte, l'hypothèse d'un accès par le sud est envisageable. L'entrée, complètement reconstruite, est difficilement descriptible.
La basse-cour est, elle, composée de deux restes de bâtiments. Il s'agissait sans doute de bâtiments de confort, deux belles cheminées étant visibles ainsi que des latrines. Les modifications apportées par les propriétaires successifs rendent compliquées toute identification.

### Le réduit seigneurial

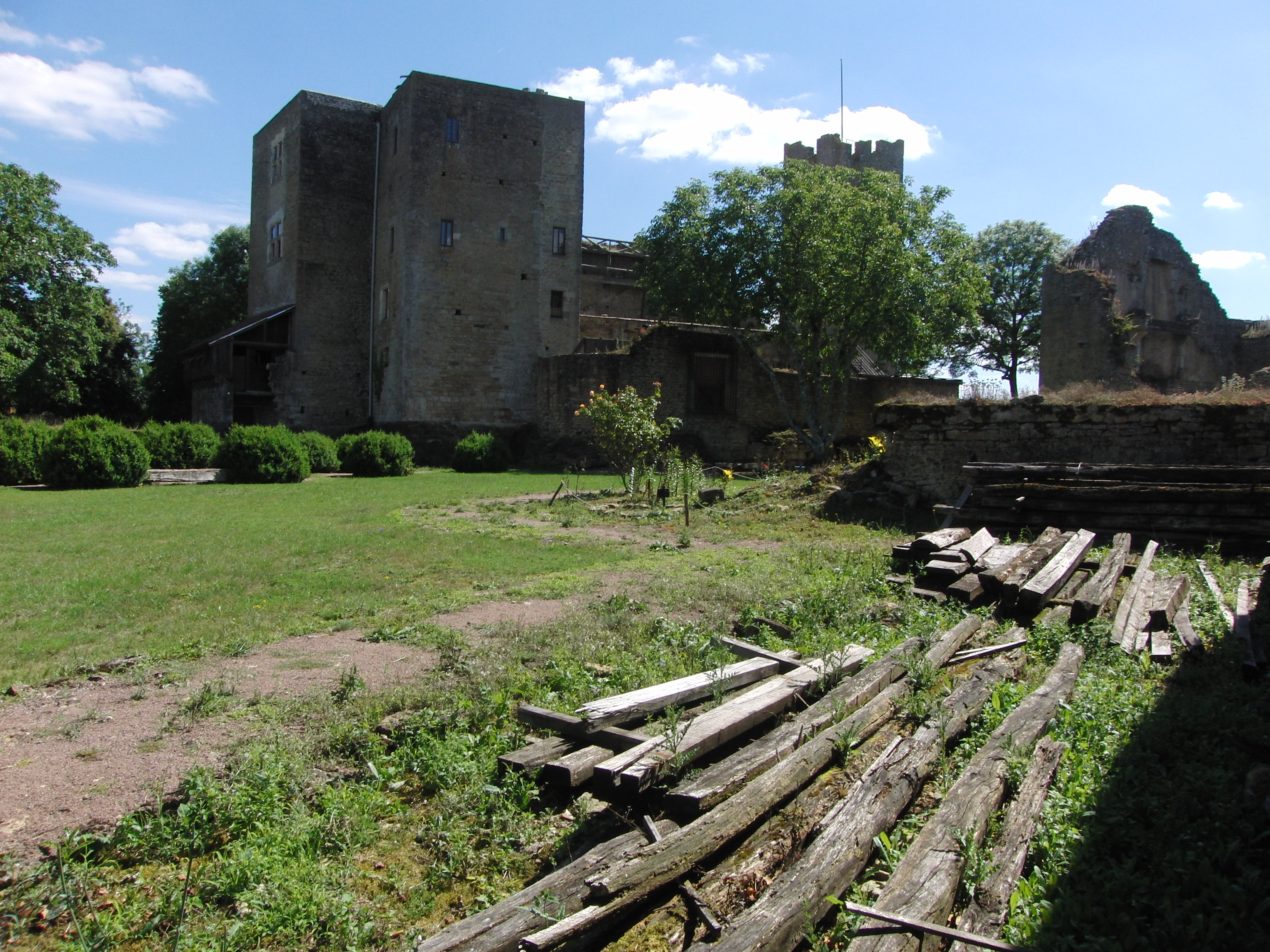
Vue du réduit seigneurial et de la tour de guet depuis la basse-cour.

Le réduit seigneurial comprend actuellement le bâtiment d'habitation, la tour de guet et le cellier. La tour de guet est sans doute l'édifice le plus emblématique du château de Thil. Elle se distingue par sa très grande élévation de 25 m et ses quatre niveaux. Quant au cellier, il est sans doute le témoignage le plus ancien de l'occupation du site de Thil. Selon les fouilles archéologiques réalisées, les plus anciennes traces dateraient du XIIIe siècle.
Comme ailleurs, la chronologie est assez compliquée. La tour-résidence daterait de la fin du XIVe siècle, période à laquelle l'espace est redéfini avec la création du réduit seigneurial. 